# 紐波特 (什羅普郡)
紐波特（英語：Newport）是英格蘭什羅普郡的一個城鎮，位於特爾福德以北6英里（9.7），斯塔福德以西12英里（19）。2001年人口普查時，紐波特有人口10,814人。2008年時估計有12,444人至15,632人之間。